# Maarten Kuiper
Maarten Kuiper (Den Haag, 30 november 1898 – Weesperkarspel, 30 augustus 1948) was een Nederlandse politieman, NSB'er en SS'er die in ernstige mate betrokken is geweest bij oorlogsmisdaden.

## Werk

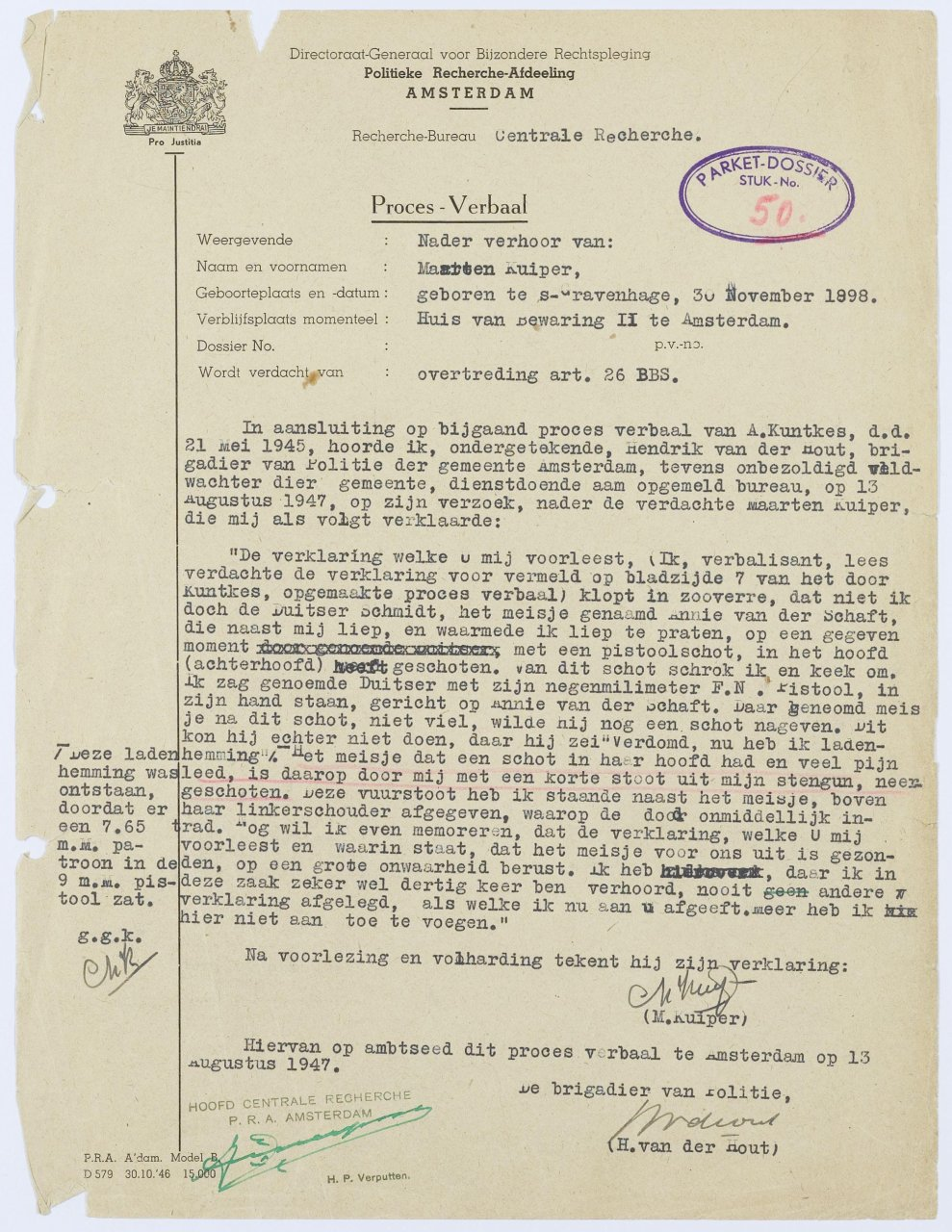
Proces-verbaal d.d. 13 augustus 1947 van verhoor van Maarten Kuiper aangaande de executie van Hannie Schaft.

Tijdens de Tweede Wereldoorlog werkte hij voor de Sicherheitsdienst (SD). In die hoedanigheid spoorde hij Joden op (voor elke aangebrachte Jood kreeg hij een vergoeding) en nam radio's in beslag. Kuiper stond bekend om zijn wreedheid bij verhoren. Hij werkte veel samen met Duitse collega's als Emil Rühl, Friedrich Viebahn en Ernst Wehner.
Kuiper heeft meegewerkt aan Aktion Silbertanne waarbij hij betrokken was bij de moord op de schrijver A.M. de Jong.
Op de ochtend van 15 juli 1944 heeft Kuiper, samen met de SD'er Friedrich Viebahn, de zwaargewonde verzetsstrijder Hilbert van Dijk gearresteerd na diens mislukte overval op de Weteringschans. Van Dijk werd de volgende dag samen met de andere arrestanten, waaronder Johannes Post, geëxecuteerd in het bijzijn van Willy Lages en Kuiper.
Volgens de Britse schrijfster Carol Ann Lee heeft Kuiper op 4 augustus 1944 meegewerkt aan de arrestatie van alle onderduikers in het Achterhuis aan de Prinsengracht 263. Onder hen bevonden zich Anne Frank en haar familie, alsmede hun helpers Johannes Kleiman en Victor Kugler. Lee beweert dat het Anton Ahlers is geweest die de SD inlichtte, maar dat klopt niet. Net zomin als haar verhaal dat Kuiper bij de arrestatie aanwezig was.
Kuiper voerde op 17 april 1945 de executie van Hannie Schaft uit.

## Veroordeling
Na de oorlog werd Maarten Kuiper veroordeeld tot de doodstraf. Op 30 augustus 1948 werd deze voltrokken in het Fort Bijlmer.